# Angelika Danielewski
Angelika Ursula Danielewski (* 29. Mai 1957 in Berlin; Pseudonym: Ida Spix) ist eine deutsche Alt- und Lateinamerikanistin, Schriftstellerin und Übersetzerin. Ihre Forschungsschwerpunkte liegen in der Literaturwissenschaft, der Textlinguistik und der Kulturanthropologie des vorspanischen und frühkolonialzeitlichen Mexikos, dem sie sich neuerdings auch in der Belletristik widmet.

## Wissenschaftlicher Werdegang
Nach einem Studium der Diplom-Sprachwissenschaft für Spanisch und Russisch an der Humboldt-Universität in Berlin war Danielewski von 1981 bis 1986 als Wissenschaftliche Mitarbeiterin an der Akademie der Wissenschaften der DDR tätig und studierte anschließend Latein- und Altamerikanistik an der Freien Universität Berlin und der Vanderbilt University, Nashville, in den Vereinigten Staaten von Amerika. Nach langjähriger Lehr- und Publikationstätigkeit als Lehrbeauftragte an der Freien Universität Berlin promovierte sie dort mit einer Studie über aztekische Gesänge der frühen Kolonialzeit, aufgezeichnet in Nahuatl. Ihr liegt ein größerer Leserkreis ebenfalls am Herzen, und sie war mit Aufgaben der Datenkuratierung und der Textredaktion in verschiedenen Bereichen betraut.

## Neuere Forschungen
Sie hat sich neuerdings – im interdisziplinären Kontext – der Erschließung der Humboldt-Fragmente und anderer Alt-Americana zugewendet. Ihr Interesse gilt auch der Aufbereitung einschlägiger Nachlässe. Dem breiteren Publikum stellt sie die indigene Bevölkerung Mexikos in Romanen oder Übersetzungen dar. Aus einer Ausstellung, die vom 7. Dezember 2022 bis zum 26. Februar 2023 im dann wiedereröffneten Bibliotheksmuseum der Staatsbibliothek zu Berlin – Preußischer Kulturbesitz stattfand, ging ein zweisprachiger Katalog hervor, der mittlerweile auch ins Spanische übersetzt wurde.

## Schriften
- Die Rolle des Salzes im Aztekischen Staat. Berlin 1990. OCoLC: 838030674.
- Zusammen mit Ursula Thiemer-Sachse: Ausgewählte Namen und Begriffe zur altamerikanischen Religion. Berlin 1996.
- Die Liedwurzeln, der Vogel und das blühende Herz. Schöpfung und Tradierung aztekischer Gesänge im frühkolonialzeitlichen Umbruch, untersucht an ausgewählten Texten aus den Cantares Mexicanos. Diss. phil. Berlin 2020, ISBN 978-3-447-11511-7.
- Manuscripta Americana. Indigene Handschriften aus Mittel- und Südamerika in Berlin und Krakau (16.–19. Jh.). Indigenous manuscripts from Middle and South America in Berlin and Krakow (16th to 19th c). Hrsg. von Angelika Danielewski (= Bibliothek und Wissenschaft. Band 53). Wiesbaden 2021, ISBN 978-3-447-11511-7; ISBN 978-3-447-39007-1.
- Manuscripa Americana. Tras las Huellas de los Aztecas. La Exposición en la Kulturwerk en la Staatsbibliothek zu Berlin. Hrsg. von Oliver Hahn, Angelika Danielewski, Renate Nöller und Thorsten Doil (= N.i.Ke. Schriftenreihe des Netzwerks zur interdisziplinären Kulturguterhaltung in Deutschland), o. O. o. J. [Berlin 2022].

## Übersetzungen
- Federico García Lorca: Yerma, die Brache.Tragische Dichtung in drei Akten und zwei Bildern. Aus dem Span. übertr. von Uwe Kolbe. Nach einer Interlinearübersetzung von Angelika Danielewski. Berlin 1986.
- Erkundungen. 50 Erzähler aus Mittelamerika. Hrsg. von Carlos Rincón. Übers. von Heidi Brang und Angelika Danielewski. Berlin 1988, ISBN 3-353-00356-8.

## Belletristik
- Unter dem Pseudonym Ida Spix: Die zerbrochenen Flöten. Jadefisch und Motecuzoma. Traumfänger Verlag, Hohenthann 2021, ISBN 978-3-941485-92-1.